# 岩手県立大船渡工業高等学校
岩手県立大船渡工業高等学校（いわてけんりつおおふなとこうぎょうこうとうがっこう）は、かつて岩手県大船渡市にあった公立の工業高等学校。地元の気仙地区では、もっぱら工業（こうぎょう）と呼ばれていたが、他の地区からは大船渡工業と呼ばれていた。2008年（平成20年）3月に岩手県立大船渡農業高等学校との統合で岩手県立大船渡東高等学校が誕生し、閉校となった。

## 設置学科
- 機械科
- 電気科
- 電子科
- 工業化学科
- 建築科

## 所在地
- 〒022-0006 岩手県大船渡市立根町字冷清水1-1

## 沿革
- 1962年（昭和37年） - 岩手県立大船渡工業高等学校として開校。
- 2008年（平成20年）3月31日 - 岩手県立大船渡農業高等学校との統合で岩手県立大船渡東高等学校が誕生したことにより、大船渡工業高校は閉校。